# Estación Lucio V. Mansilla
Lucio V. Mansilla es una estación de ferrocarril en la localidad de Lucio V. Mansilla del departamento Tulumba, en la Provincia de Córdoba, Argentina.

## Servicios
No presta servicios de pasajeros, solo de cargas. Sus vías corresponden al Ramal CC del Ferrocarril General Belgrano. Sus vías e instalaciones se encuentran a cargo de la empresa estatal Trenes Argentinos Cargas.